# Sobral (Oleiros)
Sobral is een plaats (freguesia) in de Portugese gemeente Oleiros en telt 251 inwoners (2001).